# Montflours
Montflours là một xã thuộc tỉnh Mayenne trong vùng Pays de la Loire tây bắc nước Pháp. Xã này nằm ở khu vực có độ cao trung bình 52-138 mét trên mực nước biển. Xã có diện tích 7,93 ki-lô-mét vuông.